# Parallelia dianae
Parallelia dianae là một loài bướm đêm trong họ Erebidae.